# Nyugat-Ukrán Népköztársaság
A Nyugat-Ukrán Népköztársaság (ukránul: Західноукраїнська Народна Республіка) egy rövid életű államalakulat volt 1918-1919 fordulóján Kelet-Galíciában. Jelentősebb városai voltak Lviv, Przemyśl, Kolomija és Ivano-Frankivszk. Politikailag az országot a Nemzeti Demokrata Párt vezette, liberális-keresztény-szocialista ideológiában, teret engedve a görögkatolikus egyház politikai tevékenységének. Emellett más pártok, mint az Ukrán Radikális és a Keresztény-Szociális Párt is részt vett az ország irányításában.
A köztársaság címerének pajzsa kék, csücskös talpú, közepén egy arany ágaskodó oroszlánnal. Ugyanezekkel az elemekkel alkották meg a kék-sárga zászlót.

## Története

### Történelmi háttér
Az Osztrák–Magyar Monarchia 1910-es népszámlálásakor a területen nagyjából 5 és félmillió ember élt. 3.291.000 fő (60%) ukránnak, 1,351,000 (25%) lengyelnek vallotta magát, a maradék 15% pedig rutén, német, magyar, román, cseh, szlovák és örmény származású volt. A városokat főként lengyelek és zsidók lakták, a falvakban és a kisebb városokban ukránok éltek. Ez problémát jelentett az ukránok számára, mivel a legnagyobb város, Lviv (lengyelül: Lwów, németül: Lemberg), többségében lengyelek lakta volt, emiatt a későbbiekben is az egyik legfontosabb lengyel város lett. Lviv mellett, a Dnyeszter folyó felső folyásánál, Drohobics és Boriszláv mentén találtak rá Európa legnagyobb föld alatti olajkészletére. A közlekedés szempontjából is igen fontos volt a régió, mivel itt találkoztak az orosz Podólia, Ukrajna, és Románia felől érkező vonalak, amik Budapest, Krakkó és Varsó felé teremtettek kapcsolatot Nyugat-Európával. Mindezek miatt alakultak ki feszültségek a frissen függetlenedett Lengyelország és Nyugat-Ukrajna között a terület hovatartozását illetően.

### Függetlenedés és a háborúk
Hivatalosan a Nyugat-Ukrán Népköztársaságot 1918. november 1-jén kiáltották ki, de már október közepétől megkezdte munkálatait az ukrán nemzeti tanács. Az ukrán nemzeti tanács a köztársaság kikiáltását eredetileg november 3-ára időzítették, de korábbra hozták a dátumot, mert a lengyel tanács bejelentette, hogy Krakkóból Lwówba helyezi át a székhelyét, ami jelentősen csökkentette volna egy ukrán állam létrehozásának esélyét. Nem sokkal a függetlenség kihirdetése után megmozdulást szerveztek a lengyelek, akik nem akartak egy nem lengyel államba kerülni. Néhány nappal később a lengyel polgárok támogatást kaptak a szintén frissen függetlenedett Lengyelországtól. November 9-én lengyel csapatok kísérletet tettek a drohobicsi olajmezők elfoglalására, ahonnan ki is űzték az ukrán csapatokat. Eközben Lvivbe és más galíciai városokba is megérkeztek a lengyel hadosztályok, az ukránok kezén már csak néhány kelet-galíciai város maradt. Ősz végére a Csernyivci–Lviv-vasútvonal is lengyel ellenőrzés alá került.
Ezalatt az Osztrák–Magyar Monarchia felbomlását követően két új állam függetlenedett a területen.
- A Komańczai Köztársaság nagyjából 30 ukrán-lemkó falu szövetségeként jött létre 1918. november 4-én. A tervek szerint egyesült volna az ukrán állammal, de Lengyelország 1919. január 23-án annektálta.
- A Lemkó Köztársaság 1918. december 5-én kiáltotta ki függetlenségét a mai lengyel-ukrán határ közelében. A lakosok a függetlenség mellett csatlakoztak volna egy demokratikus orosz államhoz, ami meghiúsult a bolsevik hatalomátvétel miatt. Lengyelország 1920-ban annektálta.

1918. december 1-jén született meg az egyezség az Ukrán Népköztársaság és Nyugat-Ukrajna egyesüléséről. Hivatalosan a két állam 1919. január 22-én írta alá a hivatalos okmányokat, ami az egyik leghíresebb esemény volt az ukrán történelem során.
Mivel Ukrajna nyugati része társadalmilag és vallásilag is elkülönül, az új ukrán állam autonómiát biztosított az ott élők számára, valamint saját hadsereget is fenntarthattak (ukrán-galíciai hadsereg). A két ukrán állam ezután több háborúban is együtt harcoltak, mint például a lengyel-ukrán vagy a Szovjet-Oroszország elleni háborúban.
A két ukrán állam között, egy meglehetősen labilis viszony állt fenn a vezetést illetően. Nyugaton a többség a konzervatív eszmék híve volt és egy osztrákhoz hasonló parlament létrehozását sürgették, míg keleten a szocialisták és a nacionalisták voltak túlsúlyban. A katonai irányítás terén is megosztott volt az ország, mivel a nyugatiak egy lengyel, a keletiek pedig egy szovjet-orosz támadástól tartottak. A hadsereg megosztása katasztrofális hiba volt. A lengyel-ukrán háború alatt a galíciai fronton 9 hónapig tudták visszatartani a lengyeleket, ellentámadás nélkül. Keleten a folyamatosan lázadozó bolsevikok jelentettek veszélyt az országra.

### Emigrációban
A legyőzött hadsereg egy része Csehszlovákiába menekült, ahol menedékjogot kaptak és nagyjából 50 000 fő részvételével új hadsereget alakítottak. Prága engedélyével Kamjanec-Pogyilszkijban emigráns kormányt hoztak létre. Ez idő alatt romlott meg teljesen a kijevi és az emigráns kormány közötti viszony. Kijev hajlandó volt Galíciát átengedni Lengyelországnak, cserébe szövetkeztek volta a szovjetek ellen. Az emigráns kormány hevesen tiltakozott ez ellen, mivel a korábbi autonóm terület egésze egy másik ország felügyelete alá került volna, és inkább az orosz köztársaságpártiakkal szövetkeztek volna a lengyelek ellen. Emellett delegációt küldtek a Vörös Hadsereg 12. hadosztályához, de a szövetség felvetését azonnal elutasították. 1919 augusztusában Koszty Levickioj személyesen találkozott Anton Gyenyikinnel Párizsban, aki garantálta az autonóm státuszt a fehérek győzelme esetén. Gyenyikin tudta, hogy ez egy kockázatos lépés, mivel elveszíthette kelet-ukrán támogatóit és harcba keveredett volna Ukrajnával, ami a legfontosabb csapatait vonta volna el a frontról. 1919 novemberében a galíciai ukrán hadsereg a kormány tudta nélkül tűzszünetet kötött a fehér oroszokkal és csatlakoztak a vezetéshez. A két ukrán állam eközben az orosz polgárháború kimeneteléről tárgyalt. A nyugatiak szinte biztosra vették a fehérek vereségét, ha a nyugati hatalmak nem avatkoznak be, míg a keletiek vártak a megfelelő alkalomra, hogy mikor csaphatnak le orosz ellenségeikre. Petrushevych, a nyugati ukránok új vezetője elfogadta, hogy nem képes többé együttműködni a kijevi kormánnyal, november 15-én Bécsbe helyezte át az emigráns kormány székhelyét.

### Az állam megszűnése
1920. április 21-én Józef Piłsudski lengyel államfő és Szimon Petljura ukrán külügyminiszter a Zbrucz folyó mellett szövetséget kötöttek a szinte teljesen bolsevik kézre került Oroszország ellen. Ukrajna emellett átengedte Lengyelországnak a nyugat-galíciai területek, amit Nyugat-Ukrajna elutasított és nem volt hajlandó aláírni a szerződést, ehelyett a párizsi békekonferencián próbálták érdekeiket érvényesíteni. Érdekesség, hogy a varsói kormány nem fogadta el Piłsudski szövetségét az ukránokkal. 1921. február 23-án a Népszövetség nyilatkozatában utasította el Galícia lengyel megszállását, és felszólította az országot csapatainak kivonására, mivel nem adtak engedélyt a vitatott terület birtokba vételére. A lengyel–szovjet háborút lezáró rigai béke keretében a Szovjet-Oroszország és Lengyelország felosztotta egymás között Ukrajnát. 1923. március 14-én született meg a döntés a galíciai területek autonómiájáról, ezzel együtt a nyugat-ukrán emigráns kormány feloszlatta magát.

## Kormányzat és közigazgatás

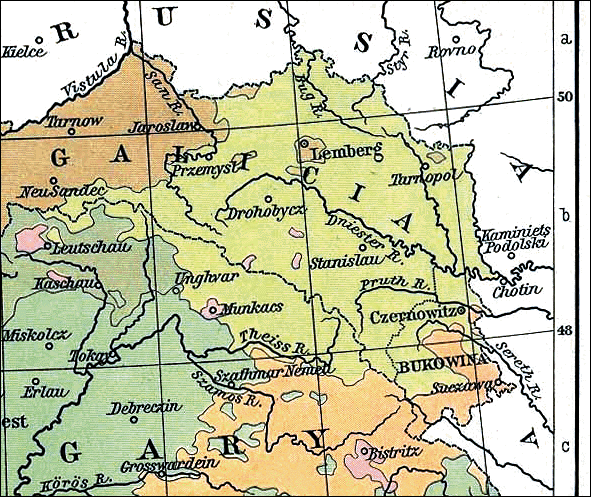

1918. november 22. és 25. között választásokat tartottak az országban, 150 főt választva be a nemzeti tanácsba, ami akkor egy törvényhozó testületnek felelt meg. Jevhen Petrusevics, a tanács elnöke automatikusan az ország államfőjévé vált.
Megválasztották az első kormány tagjait is:
- Koszty Levickij miniszterelnök, majd pénzügyminiszter,
- Dmitro Vitovszkij hadügyminiszter,
- Lonhin Cehelszkij belügyminiszter,
- Oleksznadr Barvinszkij vallás- és oktatásügyi miniszter.

Az ország kétpártrendszerű volt, a két legerősebb párt az Ukrán Nemzeti Demokraták, és az Ukrán Radikális Párt volt. A demokrata párt a kisebbségek képviselőinek is átadtak néhány helyet a parlamentben. A nagyobbik pártot 57,1%-ban a alacsony jövedelmű családok, 23,8%-ban paraszti családok, 4,8% városi polgárok és 2,4% nemesi származású támogatta. Az állami tanács tagjai 30%-ban jogászok, 22%-ban tanárok, 14%-ban gazdálkodók, 13%-ban egyházi személyiségek és 5%-ban városi polgárok voltak. A tagok 28%-a doktori képzettségű volt.
Az ország kilenchónapos fennállása alatt nagyjából 4 millióan éltek a nem hivatalos határokon belül. A kezdetekben Lviv funkcionált az ország fővárosaként, de a lengyel megszállás után Ternopilba, majd az új év elején Ivano-Frankivszkbe helyezték át székhelyét. Az országban az osztrák törvénykönyv, adók és közigazgatás maradt érvényben. Az állam legnagyobb bevétele a só- és olajkereskedelemből származott, mivel a háborús helyzet nem tette lehetővé a kivetett adók teljes beszedését. Nemzetiségi téren, 1918-ban az ország lakosságának 39%-a lengyel származású volt. 1918 végén állami földosztást tartottak, amelyben a szegényparasztság 25%-a jutott földhöz. A dokumentáció hiánya miatt később vita támadt a kijevi és a helyi kormány között. Nyugat-Ukrajnát 12 katonai körzetre (ukránul: районний) osztották, vezetőjük a helyi katonai szolgálatért voltak felelősek. A kormánynak lehetősége volt 100000 főt besorozni, de csak 40000 felszerelhető ember volt harcképes 1919 áprilisában. Akkori és mai szemszögből nézve is erősnek és jól szervezettnek nevezhető állam volt, összehasonlítva az Ukrán Népköztársaság kaotikus működéséhez képest.

## Postabélyegek

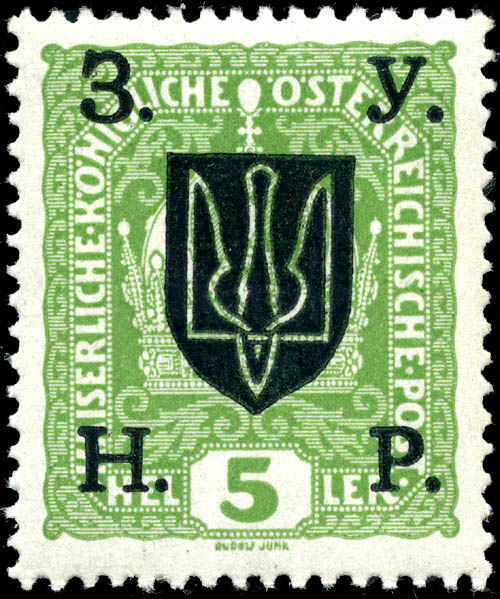
Felülnyomott osztrák 5 helleres bélyeg

A köztársaság nagyjából százféle bélyeget hozott forgalomba. Ezek többsége felülnyomott, de léteztek egyedi tervek is.

## Fordítás
- Ez a szócikk részben vagy egészben  a   West Ukrainian People's Republic című angol Wikipédia-szócikk ezen változatának fordításán alapul.  Az eredeti cikk szerkesztőit annak laptörténete sorolja fel. Ez a jelzés csupán a megfogalmazás eredetét és a szerzői jogokat jelzi, nem szolgál a cikkben szereplő információk forrásmegjelöléseként.
- Західно-Українська Народна Республіка 1918–1923. Енциклопедія. Т. 1: А–Ж. Івано-Франківськ : Манускрипт-Львів, 2018. 688 с.
- Західно-Українська Народна Республіка 1918–1923. Енциклопедія. Т. 2: З–О. Івано-Франківськ : Манускрипт-Львів, 2019. 832 с.
- Західно-Українська Народна Республіка 1918-1923. Енциклопедія. Т. 3: П – С. Івано-Франківськ: Манускрипт-Львів, 2020.576 с.
- Західно-Українська Народна Республіка 1918-1923. Енциклопедія. Т. 4: Т – Я. Івано-Франківськ: Манускрипт-Львів, 2021.688 с.